# Années 1280 av. J.-C.
Les années 1280 av. J.-C. couvrent les années de 1289 av. J.-C. à 1280 av. J.-C.

## Événements

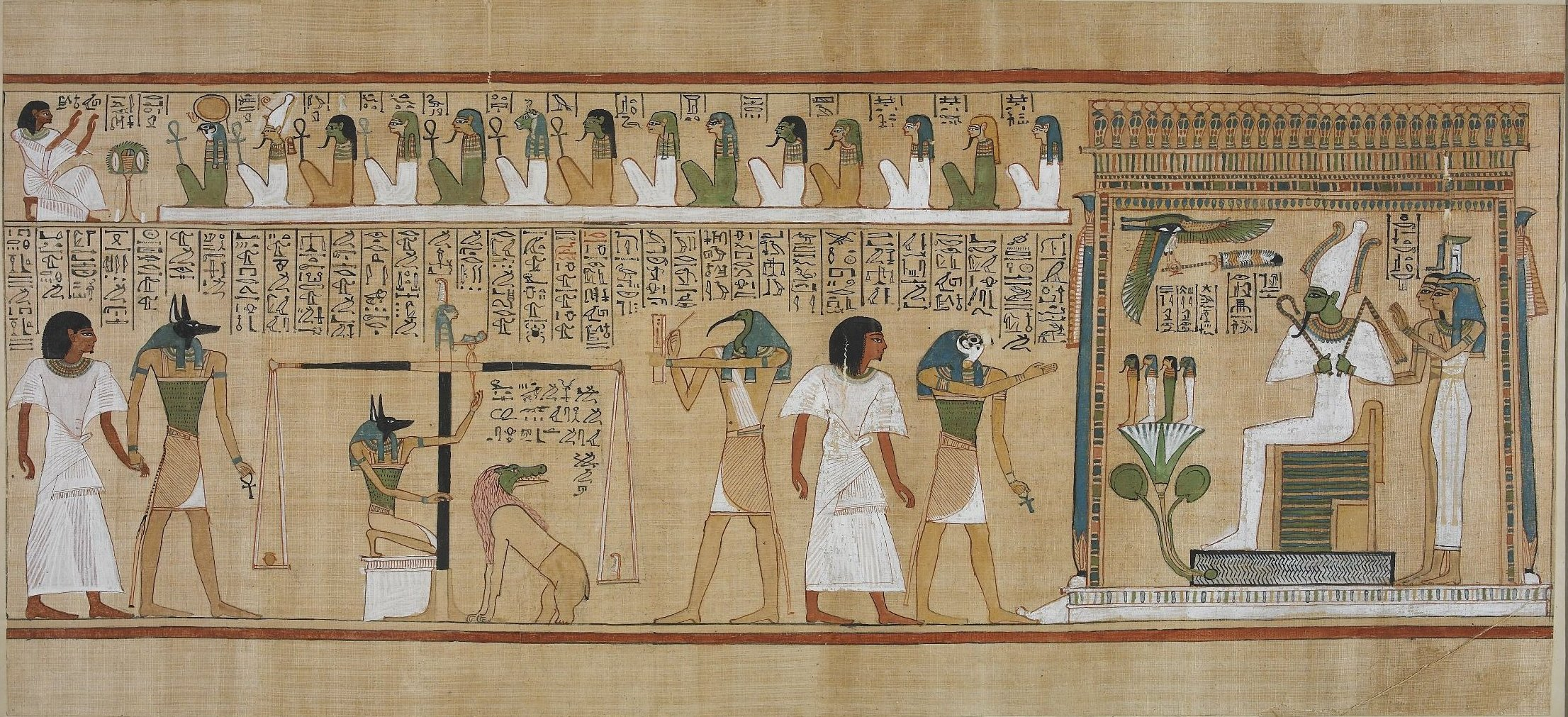
Le scribe Hunefer comparait devant Osiris, illustration d'un livre des morts, peint vers 1280 av. J.-C., aujourd'hui au British Museum, à Londres.

- 1289-1287 av. J.-C. : révolte au pays de Irem, au Soudan, entre l’an 15 et l’an 18 du règne de Ramsès II. Ramsès intervient. Il ramène 7000 captifs[1].
- 1287 av. J.-C.[2] : à la mort du roi hittite Muwatalis, les querelles dynastiques entre Urhi-Teshub (son fils) et Hattusilis (son frère) affaiblissent le Hatti. Ramsès II profite de la situation, et soutient les prétentions d’Uri-Teshub. Il marche vers le Nord. Huit villes sont conquises, peut-être quinze : Ascalon, des cités galiléennes et libanaises (Satouna), Dapour en Amourrou. Il étend la domination égyptienne jusqu’à l’Oronte, en tout cas jusqu’à Damas. C’est peut-être à son retour qu’il intervient dans les royaumes de Moab et d’Edon (prise de Didon).
- 1286-1265 av. J.-C.[2] : règnes de Urhi-Teshub (Mursili III), puis de Hattushili III (épouse Tuduhepa), rois des Hittites[3]. À la mort du roi hittite Muwatalli, son fils illégitime Uri-Teshub lui succède sous la tutelle de son oncle Hattusili, gouverneur du Haut-pays (qui a épousé Tuduhepa, fille d’un prêtre hourrite d’Ishtar/Sauska). Hattusili le renverse quelques années plus tard à la faveur d’une révolte, quand Uri-Teshub lui refuse le royaume de Hakpis. Uri-Teshub est exilé en Syrie. Il se réfugie à Chypre, puis sans doute auprès de Ramsès II. L’usurpation d’Hattushili III provoque des mouvements de dissidence chez les Louvites (Lukka et Mira). Hattusili III fait campagne vers l’ouest et installe un fils naturel de Muwatalli, Kurunta, à Tarhuntassa, la capitale du sud, avec pour mission de faire face aux menaces venant de l’ouest.
- 1286 av. J.-C. : nouvelle intervention de Ramsès II en Asie (an 18 de son règne)[1].

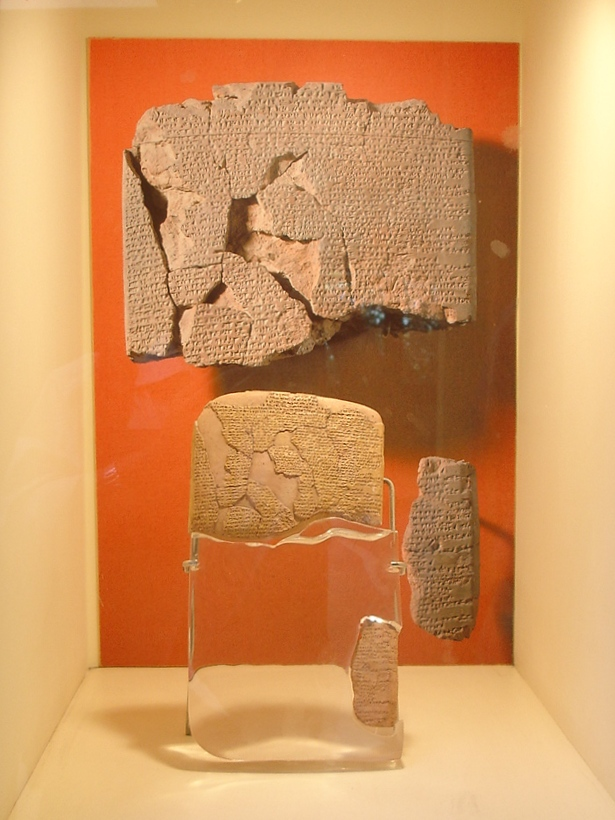
1284 : traité de Qadesh.

- 1284 av. J.-C.[2] : paix entre le pharaon Ramsès II et le roi hittite Hattushili III. Elle ne sera pas rompue jusqu'à l'écroulement de l'empire hittite vers 1200 av. J.-C.[3]. La menace assyrienne sur le Hanigalbat contraint Hattushili III à traiter avec l’Égypte. L’accord limite les prétentions égyptiennes au sud de l’Oronte et engage les parties en cas d’agression extérieure ou de révolte intérieure. Une période de paix et de prospérité s’ouvre pour le Proche-Orient et l’Égypte. La domination hittite s’exerce solidement en Syrie par l’intermédiaire d’Ini-Teshub, qui règne à Karkemish, et de Bentesina, roi d’Amourrou. Le roi hittite Hattushili III aurait épousé la fille de Ramsès II.
- Vers 1280 av. J.-C.[2] : traité entre le roi de Babylone Kadashman-Turgu et Hattushili III[3]. Le roi hittite Hattushili III stabilise l’empire. Il traite avec les Kassites de Babylone et marie sa fille au roi des Amorrites. Il met fin temporairement aux prétentions assyriennes sur le Mitanni.
- 1282 av. J.-C. : selon Eusèbe de Césarée, Pandion II, roi d'Athènes légendaire, meurt après un règne de 25 ans. Égée lui succède[4].